# Луис Саливан
Луис Хенри Саливан (енгл. Louis Henry Sullivan; Бостон, 3. септембар 1856 — Чикаго, 14. април 1924) био је амерички архитекта. Један је од највећих аутора чикашке школе архитектуре. Он је био називан „оцом небодера” и „оцом модернизма”. Он је био ментор Френка Лојда Рајта и инспирација чикашкој групи архитеката који су постали познати као Преријска школа. Заједно са Рајтом и Хенријем Хобсоном Ричардсоном, Саливан је један од „признатог тројства америчке архитектуре.“ Фраза „форма прати функцију“ се приписује њему, иако је он приписивао тај концепт староримском архитекти Витрувијусу (како се испоставило, он никада није рекао ништа слично). Године 1944, Саливан је био други архитекта који је постхумно добио АИА златну медаљу.

## Биографија
Саливан се родио у породици оца Ирца и мајке Швајцаркиње, који су око 1840. године емигрирали у САД и одрастао је у Сут Редингу у Масачусетсу. Детињство је провео у истраживању природе на фарми својих родитеља у Масачусетсу. У каснијем добу се његова интересовања мењају. Много времена је проводио скитајући по Бостону и посматрао је зграде и према њима се оријентисао и бивао је њима фасциниран. Тако је одлучио да се бави архитектуром.
За време студија на средњој школи се сусрео са Мосес Волсоном који је на њега као предавач направио снажан утисак. После завршене средње школе он је отишао на студуј архитектуре на Масачусетс Институт за технологију, али после једне године студија одлази у Филаделфију где је радио код архитекта Френк Фурнеса.
Године 1873. је Фурнесов атеље задесила велика криза и Саливан мора да оде и преселио се у Чикаго где је владао огроман бум после великог пожара из 1981. године. Радио је за Вилем Ле Барон Џенеја који је као први саградио зграду помоћу челичног скелета. Међутим после годину дана Саливан одлази у Европу у Париз на студиј у Школу лепих уметности где се сусрео са уметношћу која га је опчинила. Затим се поново враћа у Чикаго и ради за фирму Јосеф С. Џонсон & Џон Еделман и ту је успешно пројектовао ентеријер Моди Тибернекле.
Година 1882. је била година судбоносних сломова у његовом животу завршио је успешну сарадњу са Денкмар Адлером и избацио је младог Рајта. Уз то га је напустила супруга. Саливан је изгубио наруџбе, имање, посао и поставење и почео је да се одаје алкохолу. Своје последње године је провео живећи од прилога својих колега и умро је сиромашан и напуштен 1924. године Чикагуу једној малој хотелској собици.

## Саливан и Адлер
Године 1879. Саливан се запослио код Адлера, где је после годину дана постао његов партнер у фирми. Ту су почеле Саливанове најбоље године. Они су заједно сарађивали и добили признање као учитељи архитектуре. Иако су већ имали неколико изграђених зграда славу су добили на нереализованим пројектима од Колорада до Вашингтона. Њихов врхунски пројекат је био пројекат Аудиториум билдинг, саграђена 1889. године у Чикагу где је осим позоришта за 3.000 посетилаца исто тако и хотел и административни простори и ту су Адлер и Саливан заузели највиши спрат за свој атеље који је постао познат по административним зградама које је пројектовао у Чикагу. Саливан је од многих сматран за првог архитекта који је знао потпуно да си представи и реализује велике и скупе зграде помоћу новог типа конструкције високих челичних зграда.

## Пројекти и реализације
- „Martin Ryerson Tomb, Graceland Cemetery“ Чикаго, 1887.
- “Auditorium Building“ Чикаго, 1889.
- „Carrie Eliza Getty Tomb, Graceland Cemetery“ Чикаго, 1890 —1891.
- Административна зграда, „Wainwright Building“, Ст. Луис, 1890.
- Облакодер, „Guaranty Building Buffalo“ 1894—1895.
- Робна кућа, „Schlesinger and Mayer“, Чикаго, 1899—1904.
- „Carson Pirie Scott store“, Чикаго, 1899.
- „Van Allen Building“, Клинтон, Ајова, 1914.
- „Krause Music Store“ Чикаго 1922.'Банке
- „National Farmer's Bank“, Ovatona, Минесота, 1908.
- „Peoples Savings Bank“, Кедар Репидс, Ајова, 1912.
- „Henry Adams Building“, Алгона, Ајова, 1913.
- „Merchants' National Bank“, Гринел, Ајова, 1914.
- "Home Building Association Company", Неварк, Охајо, 1914.

## Очување
Током послератне ере урбане обнове, Саливанова дела су пала у немилост, а многа су срушена. Током 1970-их, растућа забринутост јавности за ове зграде коначно је резултирала спасавањем многих. Најгласнији је био Ричард Никл, који је организовао протесте против рушења архитектонски значајних објеката. Никл и други су понекад спасавали декоративне елементе са осуђених зграда, кришом током рушења. Никл је преминуо у згради Саливанове берзе док је покушавао да поврати неке елементе, када се срушио спрат изнад њега. Никл је саставио опсежна истраживања о Адлеру и Саливану и њиховим бројним архитектонским комисијама, које је намеравао да објави у облику књиге.
Још један шампион Саливанове заоставштине био је архитекта Кромби Тејлор (1907–1991) из Кромби Тејлор сарадника. Након што је 1950-их и раних 1960-их радио у Чикагу, где је био на челу чувеног „Института за дизајн”, касније познатог као Технолошки институт Илиноиса (IIT), преселио се у јужну Калифорнију. Он је предводио напоре да се спаси Ван Аленову зграду у Клинтону, Ајова од рушења. Тејлор је, као естетски консултант, радио на реновирању зграде Аудиторијума (сада Рузвелтов универзитет) у Чикагу.
Колекција архитектонских украса које је дизајнирао Саливан је на сталној поставци у библиотеци Лавџој на Универзитету Јужног Илиноиса у Едвардсвилу. Музеј уметности Сент Луиса такође има изложене Саливанове архитектонске елементе. Градски музеј у Сент Луису има на изложби велику колекцију Саливанских украса, укључујући венац са срушене чикашке берзе, дуг 29 стопа на једној страни, 13 стопа на другој и висок девет стопа.
Интерпретативни центар Гаранти у Буфалу, на првом спрату зграде која је сада у власништву и коју користи адвокатска канцеларија Ходгсон Рас, ЛЛП, отворен је 2017. Изложбени простор је финансирао Ходгсон Рас, ЛЛП, а кодизајнирали Флин Батаглија архитекти и Хадлијеви експонати. Тиме је обухваћена макета зграде коју је направио Дејвид Ј. Карли, професор инжењеринга на Државном универзитету Њујорка у Алфреду. Експонати Центра су донирани агенцији Презервација Буфало Нијагаре. Центар, једини музеј посвећен Саливану, отворен је за јавност.

## Галерија
- "Auditorium Building", Чикаго
- "Wainwright Building"
- "Wainwright Building cornice"
- "Wainwright Building"детаљ
- "Getty Tomb"
- "Carson Pirie Scott store"
- "The Van Allen Building"
- "The Van Allen Building"
- детаљ на"The Van Allen Building"
- "Gage Building"
- "Holy Trinity" Руска православна црква
- "Holy Trinity" детаљ
- "National Farmer's Bank"
- "People's Federal Savings and Loan Association"
- "Merchants' National Bank"
- "Harold C. Bradley House" Висконсин